# Computer Games Magazine
A Computer Games Magazine egy videójátékokkal foglalkozó nyomtatott magazin. Korábban Computer Games Strategy Plus, az előtt Strategy Plus, míg az előtt Games International címen jelent meg az Egyesült Királyságban. Ugyan a kezdetekben csak stratégiai játékokkal foglalkozott, mára már más műfajú játékokról is írnak benne. Az első főszerkesztő Brian Walker volt, majd Steven Wartofsky, őt pedig Steve Bauman váltott. Székhelye Richmondban található. A magazint Brian Walkertől Yale Brozen vásárolta meg.
A magazin címével ellentétben Xbox 360, PlayStation 2, Xbox, GameCube, PSP, Game Boy Advance és Nintendo DS videójátékokról is ír.
A Computer Games Magazine-ban hírek, interjúk, tesztek, előzetesek és egyéb szócikkek, valamint játékfejlesztőknek, ágazati vezetőknek, akadémikusok és írók számára is tartalmaz rovatokat.
A játékokat 5 csillagos skálán osztályozzák.
A MASSIVE Magazine (a későbbi MMO Games Magazine) a Computer Games testvér magazinja, aminek első száma 2006 telén jelent meg.
2007. március 13-án bejelentették, hogy mind a Computer Games Magazine-t, mind az MMO Games Magazine-t megszünteti a kiadójuk, a Theglobe.com, miután azt több millió dolláros ítélettel sújtotta a bíróság.
A Computer Games Magazine görög nyelvű változata még mindig üzemel. Ez eredetileg a Hyperpress tulajdonában volt, azonban 2006-ban a Motorpress megvásárolta (a GamePro magazin görög nyelvű változatával együtt).
2007. július 10-én a Computer Games Magazine weboldalának fórumán egy adminisztrátor azt írta, hogy mind a Computer Games Magazine, mind az MMO Games Magazine egy új kiadó alatt újra beüzemelik.
A Games for Windows: The Official Magazine 2007. októberi számában található volt egy levél a Computer Games Magazine előfizetői számára, amiben elmondták, hogy az újságra való előfizetésükért a Games for Windows magazint fogják kapni.
2009 elején a CGOnline.com újra elérhetővé vált és a magazinban megtalálható cikkeket töltötték fel rá.

## Külső hivatkozások
- A Computer Games Magazine weboldala Archiválva 2005. április 24-i dátummal a Wayback Machine-ben
- Az MMO Games Magazine weboldala
- A görög Computer Games Magazine weboldala
- A mexikói Computer Games Magazine weboldala